# Canal 5 (San Juan)
El Canal 5 de San Juan, más conocido como Telesol, es un canal de televisión abierta argentino afiliado a Telefe que transmite desde la ciudad de San Juan. El canal se llega a ver en parte del Gran San Juan y zonas aledañas. Es operado por Andina S.A.

## Historia
Telesol inició sus transmisiones regulares el 10 de diciembre de 1996.
En 2004, Telesol se habían inaugurado las nuevas instalaciones del canal, hasta que el 10 de enero de 2025 se determinó el cierre definitivo de estas.

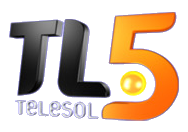
Logo utilizado entre 2009 y 2015.

El 19 de agosto de 2015, Telesol comenzó a emitir programación en HD.
En mayo de 2022, Telesol comenzó a emitir en el canal 36.1 de la TDA de San Juan.
El 12 de marzo de 2025, Telesol inauguró las nuevas instalaciones del canal en la planta del diario El Zonda.

## Programación
Actualmente, parte de la programación del canal consiste en retransmitir parte de los contenidos del Canal 11 de Buenos Aires (cabecera de la cadena Telefe, que representa comercialmente al canal) y el canal de noticias C5N.
La señal posee también programación local, entre los que se destacan Telesol Noticias (que es el servicio informativo del canal), Amanecidos (magazine matutino), De sobremesa (interés general) y La ventana (programa nocturno) entre otros programas locales.

## Telesol Noticias
Es el servicio informativo del canal con principal enfoque a la Provincia de San Juan. Actualmente, posee dos ediciones que se emiten de lunes a viernes (a las 13:00 y a las 20:00).[cita requerida]